# DBナイト
DBナイト（ディービーナイト）は、R藤本が主催しているお笑いイベント。

## 概要
「ドラゴンボール」のキャラクターに扮してネタを行う芸人（通称「DB芸人」）が集まり、ネタ、トーク、オリジナルのゲームなどの企画を行うお笑いイベント。
派生イベントとして「劇団アニメ座DB」、2018年1月から毎月行われている「DB芸人バーサスライブ」（「DB芸人VSライブ」とも表記される）などがある。